# Куп Бразила у фудбалу
Фудбалски Куп Бразила је такмичење нокаут-типа у којем учествује 64 фудбалска тима из свих 26 бразилских држава и федералног дистрикта. Од 2001. године, тимовима који учествују у Копа Либертадорес није дозвољено да се такмиче и у Бразилском купу у истој години. Ово је омогућило мањим клубовима да се боре за престижни куп, јер се по обичају најбољи тимови такмиче у континенталном Копа Либертадорес.

## Формат такмичења
Турнир се игра по нокаут систему уз двије одигране утакције (једну у гостима, а другу код куће). У прва два кола, тим који побиједи са два или више голова разлике у првој утакмици, директно иде у слиједећи круг, без одигравања реванша.
Правило голова у гостима се гледа у случају укупног неријешеног резултата, што је необично за јужноамерички фудбал, пошто је ово једино турнирско такмичење у којем се ово правило користи.
Куп је шанса за мање клубове, као и за клубове из мањих држава, да играју против великих клубова, тако да није ријетка и појава да мали клубови избаце велике из овог такмичења.
Побједник овог такмичења се аутоматски квалификује за Копа Либертадорес сљедеће године, чиме се онемогућује да клуб који освоји Куп исти и брани сљедеће године.

## Листа побједника Бразилског Купа
| Година       |                    | Финале           | Финале             | Финале                |                    | Полуфиналисти      | Полуфиналисти   | Полуфиналисти |
| Година       | Побједник          | Резултат         | Поражени           |                       |                    | Полуфиналисти      | Полуфиналисти   | Полуфиналисти |
| ------------ | ------------------ | ---------------- | ------------------ | --------------------- | ------------------ | ------------------ | --------------- | ------------- |
| 1989. детаљи | Гремио (RS)        | 0 - 0 2 - 1      | Спорт (PE)         | Фламенго (RJ)         | Гојас (GO)         |                    |                 |               |
| 1990. детаљи | Фламенго (RJ)      | 1 - 0 0 - 0      | Гојас (GO)         | Крисиума (SC)         | Наутико (PE)       |                    |                 |               |
| 1991. детаљи | Крисиума (SC)      | 1 - 1 0 - 0      | Гремио (RS)        | Коритиба (PR)         | Ремо (PA)          |                    |                 |               |
| 1992. детаљи | Интернасионал (RS) | 1 - 2 1 - 0      | Флуминенсе (RJ)    | Палмеирас (SP)        | Ресифе (PE)        |                    |                 |               |
| 1993. детаљи | Крузеиро (MG)      | 0 - 0 2 - 1      | Гремио (RS)        | Фламенго (RJ)         | Васко да Гама (RJ) |                    |                 |               |
| 1994. детаљи | Гремио (RS)        | 0 - 0 1 - 0      | Сеара (CE)         | Лињарес (ES)          | Васко да Гама (RJ) |                    |                 |               |
| 1995. детаљи | Коринтијанс (SP)   | 2 - 1 1 - 0      | Гремио (RS)        | Фламенго (RJ)         | Васко да Гама (RJ) |                    |                 |               |
| 1996. детаљи | Крузеиро (MG)      | 1 - 1 2 - 1      | Палмеирас (SP)     | Фламенго (RJ)         | Гремио (RS)        |                    |                 |               |
| 1997. детаљи | Гремио (RS)        | 0 - 0 2 - 2      | Фламенго (RJ)      | Коринтијанс (SP)      | Палмеирас (SP)     |                    |                 |               |
| 1998. детаљи | Палмеирас (SP)     | 0 - 1 2 - 0      | Крузеиро (MG)      | Сантос (SP)           | Васко да Гама (RJ) |                    |                 |               |
| 1999. детаљи | Жувентуде (RS)     | 2 - 1 0 - 0      | Ботафого (RJ)      | Интернасионал (RS)    | Палмеирас (SP)     |                    |                 |               |
| 2000. детаљи | Крузеиро (MG)      | 0 - 0 2 - 1      | Сао Пауло (SP)     | Атлетико Минеиро (MG) | Сантос (SP)        |                    |                 |               |
| 2001. детаљи | Гремио (RS)        | 2 - 2 3 - 1      | Коринтијанс (SP)   | Коритиба (PR)         | Понте Прета (SP)   |                    |                 |               |
| 2002. детаљи | Коринтијанс (SP)   | 2 - 1 1 - 1      | Бразиљенсе (DF)    | Атлетико Минеиро (MG) | Сао Пауло (SP)     |                    |                 |               |
| 2003. детаљи | Крузеиро (MG)      | 1 - 1 3 - 1      | Фламенго (RJ)      | Гојас (GO)            | Спорт (PE)         |                    |                 |               |
| 2004. детаљи | Санто Андре (SP)   | 2 - 2 2 - 0      | Фламенго (RJ)      | 15 де Новембро (RS)   | Виторија (BA)      |                    |                 |               |
| 2005. детаљи | Паулиста (SP)      | 2 - 0 0 - 0      | Флуминенсе (RJ)    | Сеара (CE)            | Крузеиро (MG)      |                    |                 |               |
| 2006. детаљи | Фламенго (RJ)      | 2 - 0 1 - 0      | Васко да Гама (RJ) | Ипатинга (MG)         | Флуминенсе (RJ)    |                    |                 |               |
| 2007. детаљи |                    | Флуминенсе (RJ)  | 1 - 1 1 - 0        | Фигуеиренсе (SC)      |                    | Бразиљенсе (DF)    | Ботафого (RJ)   |               |
| 2008. детаљи |                    | Ресифе (PE)      | 1 - 3 2 - 0        | Коринтијанс (SP)      |                    | Васко да Гама (RJ) | Ботафого (RJ)   |               |
| 2009. детаљи |                    | Коринтијанс (SP) | 2 - 0 2 - 2        | Интернасионал (RS)    |                    | Васко да Гама (RJ) | Коритиба (PR)   |               |
| 2010. детаљи |                    | Сантос (SP)      | 2 - 0 1 - 2        | Виторија (BA)         |                    | Гремио (RS)        | Гојаниенсе (GO) |               |

## Број освојених Купова по клубовима
| Клуб                | Држава            | Титуле                                        |
| ------------------- | ----------------- | --------------------------------------------- |
| Крузеиро            | Минас Жераис      | 6 титула (1993, 1996, 2000, 2003, 2017, 2018) |
| Гремио              | Рио Гранди ду Сул | 5 титула (1989, 1994, 1997, 2001, 2016)       |
| Фламенго            | Рио де Жанеиро    | 5 титула (1990, 2006, 2013, 2022, 2024)       |
| Палмеирас           | Сао Пауло         | 4 титуле (1998, 2012, 2015, 2020)             |
| Коринтијанс         | Сао Пауло         | 3 титуле (1995, 2002, 2009)                   |
| Атлетико Минеиро    | Минас Жераис      | 2 титуле (2014, 2021)                         |
| Крисиума            | Санта Катарина    | 1 титула (1991)                               |
| Интернасионал       | Рио Гранди ду Сул | 1 титула (1992)                               |
| Жувентуде           | Рио Гранди ду Сул | 1 титула (1999)                               |
| Санто Андре         | Сао Пауло         | 1 титула (2004)                               |
| Паулиста            | Сао Пауло         | 1 титула (2005)                               |
| Флуминенсе          | Рио де Жанеиро    | 1 титула (2007)                               |
| Спорт Ресифе        | Пернамбуко        | 1 титула (2008)                               |
| Сантос              | Сао Пауло         | 1 титула (2010)                               |
| Васко да Гама       | Рио де Жанеиро    | 1 титула (2011)                               |
| Атлетико Паранаинсе | Парана            | 1 титула (2019)                               |
| Сао Пауло           | Сао Пауло         | 1 титула (2023)                               |

## Број освојених Купова по државама
| Држава            | Титуле    |
| ----------------- | --------- |
| Сао Пауло         | 11 титула |
| Минас Жераис      | 8 титула  |
| Рио Гранде до Сул | 7 титула  |
| Рио де Жанеиро    | 7 титула  |
| Санта Катарина    | 1 титула  |
| Пернамбуко        | 1 титула  |
| Парана            | 1 титула  |